# Август Лескин
Август Лѐскин (на немски: August Leskien) е германски езиковед, славист, професор в Йенския и в Лайпцигския университет.

## Биография
Роден е на 8 юли 1840 г. в Кил. Следва филология в Кил и Лайпциг, където защитава и докторантура. От 1864 до 1866 г. изучава латински и старогръцки език в Лайпциг. През 1866 г. започва да изучава лингвистика при Август Шлайхер в Йена. Той е един от основателите на младограматическата школа в езикознанието.
Август Лескин е член на Берлинската и Мюнхенската академия на науките, и член-кореспондент на Петербургската академия на науките от 1876 г. През 1884 г. е избран за почетен член на Българското книжовно дружество.

## Научни трудове
Автор е на трудове по индоевропейско, балтийско и славянско езикознание. През 1871 г. пише първото научно „Ръковоство по старобългарски език“, а през 1909 г. „Граматика на старобългарски език“. През 1925 г., посмъртно, е издадена книгата „Приказки на балканските народи“.